# Mamertinos
Os mamertinos (em osco: mamertini, "filhos de Marte") era mercenários de origem itálica originários da Campânia e que foram contratados por Agátocles (361–289 a.C.), o tirano de Siracusa e auto-proclamado "rei da Sicília". Depois que Siracusa perdeu a Terceira Guerra Siciliana, em 307 a.C., a cidade de Messana foi cedida para Cartago. Quando Agátocles morreu, em 289 a.C., muitos de seus mercenários ficaram ociosos e desempregados na Sicília. A maioria deles voltou para a Campânia, mas alguns, apreciadores do clima e do prospecto de aventuras numa ilha estrangeira, ficaram e tiveram um papel importante nas guerras seguintes na região.
Em 280 a.C., os siracusanos pediram ajuda ao rei Pirro do Epiro contra os mamertinos, levando a Guerra Pírrica para a Sicília.

## Captura de Messana

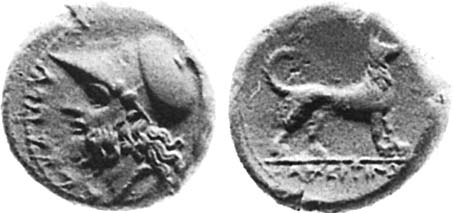
Moeda mamertina com o deus Adranos no anverso e um cachorro no reverso.

O pequeno e desesperado bando de mercenários desempregados chegou até a colônia grega de Messana (a moderna Messina, construída numa localização estratégica na ponta nordeste da Sicília dominando o estreito que separa a Itália da Sicília. Juntamente com a fortaleza de Régio, do outro lado do estrado, era o principal ponto de cruzamento entre as duas regiões. Sendo um povo pacífico, os habitantes abrigaram os mercenários em suas casas. Depois de um tempo, cansados do marasmo, eles tramaram para tomar a cidade. Uma noite, depois de traírem seus anfitriões, os mercenários assassinaram a maior parte da população, pega completamente despreparada, e reivindicaram a cidade para si. Os messanos sobreviventes foram expulsos e suas propriedades e mulheres foram divididos entre os invasores. Depois de sua vitória, os mercenários passaram a se auto-denominar "mamertinos", uma homenagem ao deus osco Mamers, incorporado como uma manifestação de Marte na religião romana.

## Domínio sobre o nordeste da Sicília
Os mamertinos conseguiram manter o controle sobre Messana por mais de vinte anos e cidade deixou de ser uma vibrante cidade de fazendeiros e comerciantes para se tornar uma base de raides. Os mamertinos tornaram-se piratas em terra e no mar. Aproveitando-se da índole pacífica dos sicilianos, eles saquearam os assentamentos vizinhos e capturaram muitos navios mercantes incautos no estreito, levando o butim de volta para sua nova capital. Eles também capturavam prisioneiros para depois cobrar resgate. Neste período, os mamertinos cunharam moedas com seu nome e com imagens de seus deuses e deusas. Neste período, enriqueceram imensamente e se tornaram uma potência regional, o que lhes permitiu navegar cada vez mais para o interior, chegando até Gela, exigindo subornos para evitar saques.

## Declínio
A presença mamertina não ficou sem contestação por muito tempo. Por volta de 270 a.C., suas ações chamaram a atenção do Reino de Siracusa, especialmente por causa do influxo de refugiados dos assentamentos vizinhos. Hierão II, o tirano da cidade, começou a juntar um exército de cidadãos para livrar seu território dos invasores e para resgatar todos os gregos aprisionados. Hierão se encontrou com os mamertinos quando eles já se aproximavam de Siracusa. Saindo com suas tropas, ele primeiro enviou à frente seus próprios mercenários, de difícil controle, e permitiu que eles fossem massacrados pelos mamertinos. Com a parte mais desleal de seu exército destruída, Hierão marchou seus soldados cidadãos de volta para a cidade e iniciou forte treinamento para melhorar suas condições de combate. Liderando seu confiante exército para o norte, Hierão encontrou os mamertinos novamente no rio Longano, na planície de Milas, onde os derrotou com facilidade e proclamou-se rei da Sicília. Os mamertinos não estavam acostumados a grandes batalhas campais e haviam ficado imprudentes depois de terrem derrotado os mercenários de Hierão. Na batalha, Hierão capturou os líderes mamertinos e os sobreviventes correram de volta para Messana, o que os colocou numa difícil situação.
Quando Hierão retornou para cercar Messana, em 265 a.C., os mamertinos pediram ajuda de uma frota cartaginesa vizinha, que ocupou o porto de Messana. Percebendo o movimento, as forças siracusanas se retiraram, pois não queriam iniciar uma guerra contra Cartago. Desconfortáveis sob a "proteção" cartaginesa, os mamertinos apelaram então aos romanos, desejando passar para a esfera de influência de Roma. A princípio, os romanos não quiseram ajudar mercenários que haviam injustamente roubado uma cidade de seus donos de direito. Porém, não queriam também que o poder de Cartago se espalhasse ainda mais pela Sicília, especialmente num ponto tão próximo da Itália, e acabaram aceitando a aliança. Em resposta, Siracusa se aliou a Cartago, pedindo a "proteção" deles. Com Roma e Cartago arrastadas para o conflito, a disputa siracusana-mamertina escalou para se tornar a Primeira Guerra Púnica.
Ironicamente, uma vez que a escala do conflito atingiu esta grande proporção, os mamertinos desapareceram do registro histórico e não se sabe o seu destino depois de terem sido engolidos pelos eventos maiores das Guerras Púnicas.

## Legado
Depois da Primeira Guerra Púnica, os mamertinos desapareceram, embora seu nome não tenha sido esquecido no mundo anterior por causa do "vinho mamertino", fabricado nos vinhedos do nordeste da Sicília, muito conhecido e apreciado no século I. Era o favorito de Júlio César e foi ele que o tornou popular depois de servi-lo num banquete celebrando seu terceiro consulado.
Mesmo séculos depois da ocupação mamertina, os habitantes de Messana ainda eram chamados de mamertinos.